# AN/FPS-117

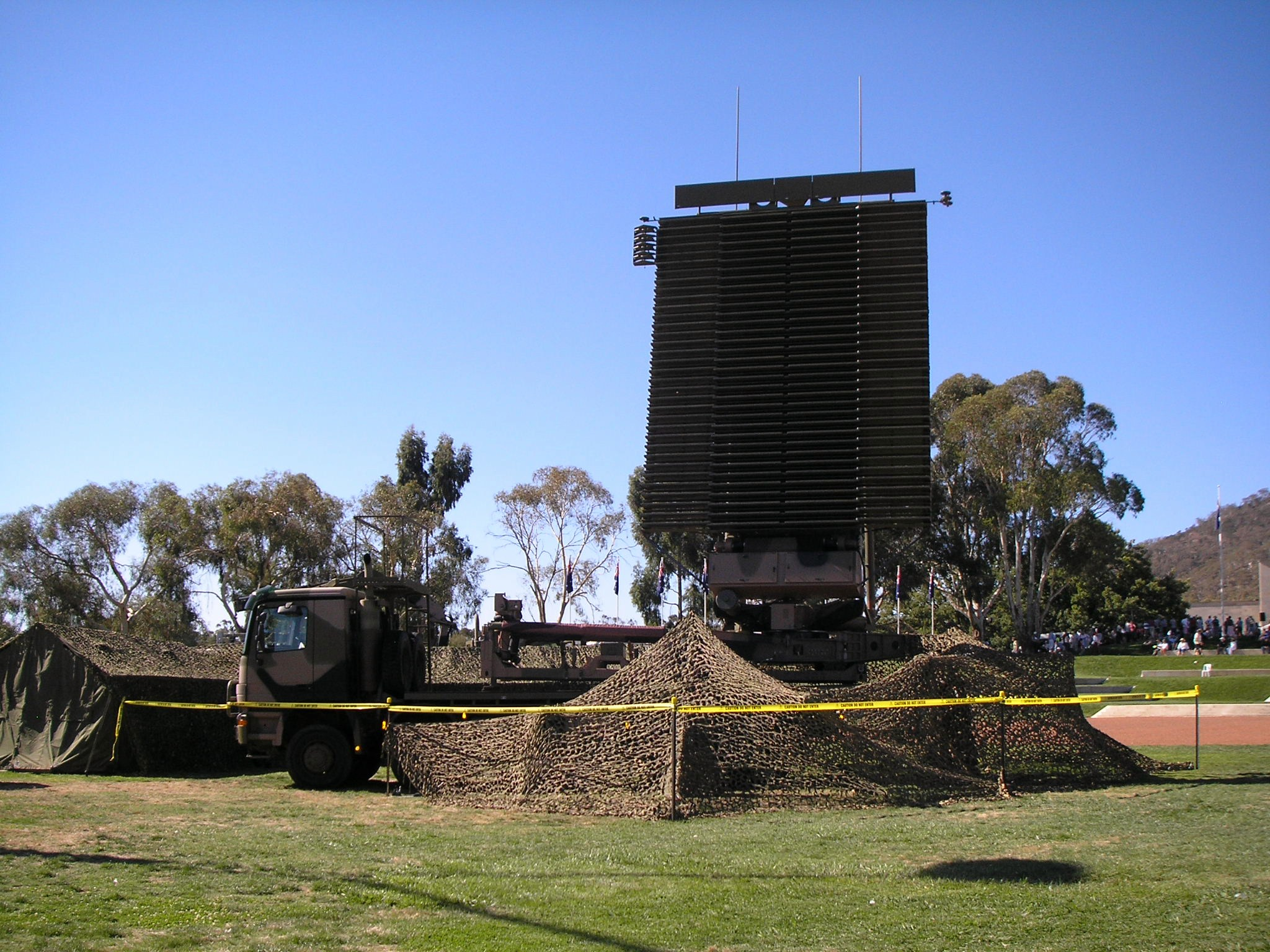
2007년 호주의 AN/TPS-77 레이다. AN/FPS-117의 이동식 버전이다.

AN/FPS-117은 3차원, 위상배열, 장거리 대공레이다이다. 록히드 마틴에서 생산한다.

## 제원
- 제작사: 록히드 마틴
- 유형: 3차원, 장거리, AESA 대공레이다
- 최초사용: 1990년대
- 탐지거리: 470 km (200 해리)
- 탐지고도: 30.5 km (100,000 ft)
- 주파수: L 밴드

## 대한민국
한국은 일본으로부터 독도를 방어하기 위한 목적으로, 2002년 울릉도의 공군 레이다 기지에 AN/FPS-117 E1 레이다를 도입, 운영중이다. 독도 방어 훈련에서도 사용되고 있다.
오산공군기지에는 AN/TPS-59이 설치되어 있다.
이들을 국산화하는 고정형 장거리 레이더 개발 사업이 추진되고 있다.

## 같이 보기
- YLC-4 레이다
- 고정형 장거리 레이더 개발 사업